# Urotheca decipiens
Urotheca decipiens — вид змій родини полозових (Colubridae). Мешкає в Центральній і Південній Америці.

## Поширення і екологія
Urotheca decipiens мешкають в низовинах і передгір'ях на карибських схилах Коста-Рики і західної Панами, а також на тихоокеанських схилах західної і південної Коста-Рики, південно-східної Панами і північної Колумбії. Окремі популяції існують також на східних схилах Західного хребта Колумбійських Анд в департаменті Вальє-дель-Каука та на кордоні Гондурасу і Нікарагуа. Urotheca decipiens живуть в лісовій підтилці вологих тропічних лісів і хмарних лісів, на висоті від 15 до 2740 м над рівнем моря. Активні вдень.